# Cmentarz żydowski w Miechowie
Cmentarz żydowski w Miechowie – kirkut powstał w 1882, w 20 lat po tym jak Żydom pozwolono osiedlać się w mieście. Mieści się przy obecnych ulicach Powstańców 1863 roku i Pęckowskiego. Wraz z powstaniem cmentarza wzniesiono dom przedpogrzebowy, który służył jako miejsce ablucji zwłok. Grzebaniem zmarłych zajmowało się bractwo pogrzebowe "Chewra Kadisza". W czasie okupacji naziści powyrywali płyty nagrobne i używali ich do utwardzania dróg.
Po wyzwoleniu ocaleni miechowscy Żydzi przenieśli część odzyskanych macew na cmentarz. Do dziś zachował się jedynie fragment jednej z macew oraz budynek domu przedpogrzebowego przy ul. Powstańców 26. Na dawnym kirkucie mieści się również zbiorowa mogiła około 35 Żydów, zamordowanych 23 listopada 1943 po likwidacji miechowskiego getta. Ich śmierć została upamiętniona pomnikiem.